# Skogstorps station
Skogstorps station var en station i Skogstorp på Oxelösund–Flen–Västmanlands Järnväg:s järnvägslinje, numera järnvägslinjen Sala–Oxelösund. Den invigdes i oktober 1876. Persontrafiken lades ned i maj 1967.
Den första stationsbyggnaden i trä från 1876 ersattes 1908 av en ny byggnad i sten. Den gamla byggnaden monterades ned och uppfördes 1909 som stationsbyggnad i Torpaslätt mellan Kungsör och Eskilstuna.
Några år efter järnvägens tillblivelse anlades 1886–1888 också Skogstorps hamn vid Hyndevadsån för att befrämja frakttrafik från Örebro och Hjälmaren till järnvägen. Järnvägsbolaget grundade också Rederi AB Skogstorp och inköpte ångaren S/S Gustaf Lagerbjelke, som började trafikera Skogstorp 1890. Stinsen på Skogstorps station var också hamnchef. Ett stickspår anlades också ned till hamnplatsen. För persontrafiken till och från Eskilstuna för säljare av jordbruksprodukter från platser runt Hjälmaren fanns mellan 1902 och 1909 järnvägshållplatsen Hyndevads Damm. Den reguljära båttrafiken fortsatte in på 1920-talet.
Stationsbyggnaden från 1909 är bevarad och är numera privatbostad.